# Záhonyi-Ábel Dávid
Záhonyi-Ábel Dávid (Budapest, 1986. december 22. –) humorista.

## Humorista karrier
Az egyetemi tanulmányai alatt kezdett megismerkedni a stand up comedy műfajával, a mérnöki diploma megszerzése után először önállóan, majd a Stand Up Comedy Humortársulat tagjaként sikeresen bemutatkozott az összes létező hazai humorplatformon, mint pl. Rádiókabaré, Comedy Central és Showder Klub.
Szövegeiben megjelenik a mérnöki gondolkodása, és különleges világlátása.

## Magánélete
Három testvére van, egy bátyja és két húga. Budapesten él, két iker gyermek édesapja. Hobbija az utazás.